# Saint-Hellier

Saint-Hellier este o comună în departamentul Seine-Maritime, Franța. În 1 ianuarie 2022 avea o populație de 517 de locuitori.